# Dunice
Dunice település Csehországban, a Benešovi járásban. Dunice Syrov, Studený, Děkanovice, Onšov és Píšť településekkel határos. Lakosainak száma 67 fő (2024. január 1.).

## Népesség
A település lakosságának változását az alábbi diagram mutatja:
| Lakosok száma | 223  | 201  | 174  | 134  | 104  | 68   | 65   | 64   | 68   | 67   |
|               | 1869 | 1890 | 1921 | 1950 | 1980 | 2001 | 2017 | 2019 | 2022 | 2024 |